# Cal Xam-mar (Lleida)
Cal Xam-mar és una casa de Lleida protegida com a bé cultural d'interès local.

## Descripció
Habitatge entre mitgeres de planta baixa i quatre plantes, amb pati lateral i façana a dos carrers. Estucats de frisos en baix relleu. Garlandes i encoixinats de pedra amb coberta de teula àrab, balcons de forja i tribuna vidriada.

## Història
La porta d'entrada donava accés als carruatges. En principi només tenia dues plantes. El 1950 s'afegiren els dos pisos de damunt i fa pocs anys, un bar ha alterat la planta baixa.